# Джохана Омонди, Эрик
Эрик Джохана Омонди (англ. Eric Johana Omondi; родился 18 августа 1994) — кенийский футболист, нападающий шведского клуба «Йёнчёпингс Сёдра» и национальной сборной Кении.

## Клубная карьера
С 2014 по 2016 год выступал за кенийский клуб «Матаре Юнайтед». В 2016 году перешёл в шведский «Васалундс». В основном составе дебютировал 17 апреля 2017 года в матче третьего дивизиона чемпионата Швеции против клуба «Умео».
С 2018 по 2020 год выступал за шведский клуб «Броммапойкарна». В основном составе дебютировал 9 апреля 2018 года в матче высшего дивизиона чемпионата Швеции против клуба «Хеккен». 6 мая 2018 года забил свой первый гол за клуб в матче против «Юргордена».

## Карьера в сборной
4 июля 2015 года Джохана Омонди дебютировал в составе национальной сборной Кении в матче против Эфиопии. 5 июня 2016 года забил свой первый гол за сборную в рамках отборочного турнира Кубка африканских наций против сборной Республики Конго.
14 октября 2018 года забил гол в матче против сборной Эфиопии в рамках отборочного турнира Кубка африканских наций. Кения квалифицировалась в финальную часть турнира впервые с 2004 года.

## Достижения
- «Полузащитник года» в кенийской Премьер-лиге: 2015[7][8]